# Arbenit Krasniqi
Arbenit Krasniqi (ur. 16 lutego 1995) – kosowski piłkarz, grający jako środkowy pomocnik w KF Fushë Kosova.

## Kariera klubowa
Zaczynał karierę w KF Drenasi. 21 stycznia 2022 roku przeniósł się do KF Fushë Kosova. W sezonie 2023/2024 (stan na 25 lutego 2024) zagrał 16 meczów i strzelił jedną bramkę.